# Robin Hood – Helden in Strumpfhosen
Robin Hood – Helden in Strumpfhosen ist ein Film des US-amerikanischen Regisseurs Mel Brooks aus dem Jahr 1993, der vor allem Robin Hood – König der Diebe parodiert, eine Verfilmung von 1991 mit Kevin Costner.

## Handlung
Die Handlung von Robin Hood – Helden in Strumpfhosen orientiert sich zwar an der mittelalterlichen Legende von Robin Hood, aber mehr noch an Robin Hood – König der Diebe.
Robin von Loxley kämpft an der Seite König Richards bei den Kreuzzügen, als er gefangen genommen wird. Mit Hilfe von El Niesreiz, einem morgenländischen Fürsten, kann er aus dem Kerker entfliehen und verspricht ihm, sich um seinen Sohn Hatschi zu kümmern, der einige Zeit als Austauschstudent in England verbringt.
Prinz John hat sich während der Abwesenheit seines Bruders, König Richard, zum Alleinherrscher Englands aufgeschwungen und unterdrückt, unterstützt durch den Sheriff von Nuttingham, das Volk.
Als Robin nach Hause kommt, wird gerade sein Schloss gepfändet. Von Blinzler, dem blinden Familiendiener, erfährt er, dass seine ganze Familie während seiner Abwesenheit gestorben ist. In den Wäldern des ehemaligen Familienbesitzes trifft er auf Little John und Will, die dort als Geächtete leben. Gemeinsam mit Hatschi, den Robin vor den Schergen des Prinzen rettet, beschließen sie, sich gegen Prinz John und seine Helfer zu wehren. Zu diesem Zweck suchen sie in ganz England nach willigen Dorfbewohnern, die sie zu einer schlagkräftigen Truppe formen wollen.
Prinz John erfährt von diesem Plan und will Robin, in dem er eine Gefahr für sich sieht, eine Falle stellen. Der Sheriff von Nuttingham engagiert im Namen des Prinzen einen Killer, der Robin bei einem Bogenschützenwettbewerb töten soll. Als Lady Marian, die seit ihrer ersten Begegnung in Robin verliebt ist, von dem Plan erfährt, reitet sie los, um ihn zu warnen. Doch dieser hört nicht auf sie und nimmt an dem Wettbewerb teil; Prinz Johns Plan scheint aufzugehen.
In letzter Sekunde fängt Blinzler den Pfeil ab, der auf Robin geschossen wurde. Doch Prinz John lässt Robin gefangen nehmen und will ihn hinrichten lassen. Lady Marian bietet einen Tausch an: Wenn Robin freigelassen wird, wird sie den Sheriff heiraten. Aber sowohl die Heirat als auch die Hinrichtung werden durch die Dorfbewohner gestört, die Robin retten wollen. Der Sheriff will hingegen Marian nicht so schnell aufgeben und entführt sie. Robin versucht, Marian zu retten, und fordert den Sheriff zum Endkampf. Diesen gewinnt er auch und stellt fest, dass er außerdem den Schlüssel zu Marians Keuschheitsgürtel besitzt.
Als die zwei heiraten wollen, erscheint König Richard, der seinen Bruder, Prinz John, in den Tower von London werfen lässt.
Im Abspann hört man, dass der Schlüssel zu Marians Keuschheitsgürtel doch der falsche ist und der königliche Schlosser gerufen wird.

## Anspielungen

### Auf Robin Hood – König der Diebe
- Der Leberfleck, der während des Films durch Prinz Johns Gesicht wandert, spielt auf den Leberfleck im Gesicht des Sheriffs von Nottingham (gespielt von Alan Rickman) und auf eine Szene in Mel Brooks’ Horrorfilm-Parodie Frankenstein Junior ("welcher Buckel?") an. Laut einigen Abbildungen hatte der echte Prinz John, später König Johann Ohneland, tatsächlich ein Muttermal auf der rechten Gesichtshälfte.
- Patrick Stewart spricht als König Richard mit einem starken schottischen Akzent, eine Anspielung auf Sean Connerys Darstellung des Königs in König der Diebe.
- Der Witz darüber, dass dieser Robin in der Lage ist, mit englischem Akzent zu sprechen, ist ein Seitenhieb auf Kevin Costner. In der deutschen Synchronisation sagt Robin an dieser Stelle, dass er, im Gegensatz zu einem anderen Robin Hood, den Produzenten keine fünf Millionen „costnert“, was auf Costners Name anspielt. Die französische Version weist hier auf Costners Rolle in Der mit dem Wolf tanzt hin.
- Viele deutsche Synchronsprecher, die bereits in der persiflierten Vorlage eine Rolle hatten, wurden hier mit den gleichen Rollen besetzt. So spricht Gert Günther Hoffmann König Richard, Peter Fricke den Sheriff von Nottingham und Hartmut Neugebauer Little John.

### Auf andere Filme
- Die Bankett-Szene sowie die erste Begegnung mit Little John stammen aus Robin Hood, König der Vagabunden mit Errol Flynn, einem Film, den Brooks seit seiner Kindheit sehr verehrte.[2] Der Bogenschützenwettbewerb zitiert hingegen den Walt-Disney-Film von 1973.
- Die Trainingsszenen, in denen Robin Hood und seine Gesellen die Dorfbewohner auf den Angriff auf Prinz John vorbereiten will, parodiert die entsprechende Szene aus Robin und Marian mit Audrey Hepburn und Sean Connery.
- Auf Der Hofnarr mit Danny Kaye (1955), der seinerseits eine Parodie auf Filme wie vor allem Robin Hood, König der Vagabunden ist. Bereits die anfängliche Sing- und Tanzeinlage spielt auf Kayes Film an, der 1955 als „Der Schwarze Fuchs“ die Geächteten anführt und dort mehrfach singend und tanzend auftritt. Dieser Fuchs wird dann in dem Tier personifiziert, das eine Nachricht überbringt und gleichzeitig für ein Wortspiel dient (s. u.). Die Figur des aus Italien gedungen Mörders heißt bei Danny Kaye „Sir Giacomo“. Da der berühmte Held des 18. Jahrhunderts „Giacomo Casanova“ hieß, ist die Assoziation zu Don Giovanni nicht weit. Die Szene, in der Robin Hood die hintereinander aufgestellten Ritter umfallen lässt wie Dominosteine, spielt auf die Szene des Ritterschlags in Der Hofnarr an.
- Mel Brooks sagt in seiner Rolle als Rabbi Tuckmann „Nicht übel, der König zu sein“, als König Richard Lady Marian küsst. Dieser Satz kommt im Film Mel Brooks – Die verrückte Geschichte der Welt mehrmals in der Parodie auf Ludwig XVI. vor.
- Eine weitere Anspielung (im Original eher ein Running Gag) auf Mel Brooks – Die verrückte Geschichte der Welt ist nach dem Bogenschützen-Turnier zu sehen. Der Sheriff wendet sich an seine Wachen und Robin mit den Worten „Folgt meinem Schritt“ (original: „Walk this way“) und stolziert davon. Robin und die Wachen zucken mit den Schultern und imitieren den Gang des Sheriffs. Auch in Frankenstein Junior ist eine „Walk this way“-Szene enthalten.
- Robert Ridgely spielte den Henker sowohl hier als auch im Mel-Brooks-Film Der wilde wilde Westen.
- Mel Brooks hatte schon 1975 als Autor einer Robin-Hood-Parodie fungiert, und zwar des TV-Dreizehnteilers When Things Were Rotten (dt. Robi Robi Robin Hood). Das Wort rotten (dt. verrottet) diente bereits damals der Verballhornung des Sheriffs von „Rottingham“ (deutsch „Nuttingham“).
- Die Szene, in der Don Giovanni Zahnarzt-Tamponade aus dem Mund nimmt, spielt auf den Francis-Ford-Coppola-Film Der Pate an. Ebenso ist dem Paten der Satz des Bogenschützen Lucas entnommen: „Wir werden ihm ein Angebot machen, das er nicht abschlagen kann.“ In derselben Szene wird der Schluss des Films Casablanca zitiert, wenn Don Giovanni zu seinem Leguan sagt: „Ich glaube, dies ist der Beginn einer wunderbaren Freundschaft.“ Der Leguan selbst stammt aus dem Marlon-Brando-Film Freshman.
- Der Junge (Corbin Allred), der schreiend auf Robin und seine Begleiter zugerannt kommt, um sich hinter ihnen vor dem Sheriff zu verstecken, sagt am Ende der Szene, dass sein Bruder Kevin allein zu Hause sei.
- Der Name von Will Scarlett O’Hara spielt auf die weibliche Hauptperson des Südstaatendramas Vom Winde verweht an.
- Um die Dorfbewohner nach dem Wettbewerb über Robins Verhaftung zu informieren, „fuchsen“ (Abwandlung von „faxen“) seine Freunde, d. h., sie schicken ihnen einen Fuchs. Als dieser losläuft, macht er Delfin-Geräusche, wie sie von Flipper stammen könnten. In der Originalversion ist vom 12th Century Fox die Rede, eine schwer übersetzbare Persiflage auf die Filmproduktionsfirma 20th Century Fox, die diesen Mel-Brooks-Film vertreibt.
- Robin ernennt Hatschi zum neuen Sheriff, worauf die Meute brüllt: „Ein schwarzer Sheriff?“ Als Antwort kommt: „Wieso nicht? Im wilden wilden Westen hats ja auch funktioniert“ – eine Replik auf einen früheren Brooks-Film.
- Als Robin Hood die besten Männer des Landes zusammengerufen hat, schlafen diese bei einem Potpourri aus bekannten Reden Winston Churchills ein („Wir kämpfen auf Meeren und Ozeanen. […] Niemals werden wir uns ergeben.“ – „Noch niemals hatten so viele so vieles so wenigen zu verdanken.“). Hatschi rüttelt sie wieder wach mit den Worten: „Wir sind nicht auf dem Wald von Sherwood gelandet. Nein, der Wald von Sherwood ist auf uns gelandet“. Das ist eine Abwandlung einer Rede von Malcolm X.
- Brummdildo, die Hofdame von Marian, verhindert bis zum Schluss jeden Kuss zwischen Robin und Marian, analog zu Mel Brooks’ Film Spaceballs″, in dem die Roboterhofdame von Prinzessin Vespa jedes Mal Alarm schlägt, bevor sich das Liebespaar zu nahe kommt.
- Eine weitere Anspielung auf Spaceballs findet sich in der finalen Kampfszene zwischen Robin und dem Sheriff, als Robin seinen Widersacher verfehlt und dabei einem Mitarbeiter des Filmteams ein Brötchen aus der Hand sticht. In Spaceballs wurde jedoch der Mitarbeiter direkt getroffen.

### Auf das Mittelalter

#### Sprache und Gestik
Der Film arbeitet sprachlich, jedenfalls in der deutschen Version, so gut wie gar nicht mit einer (pseudo-)mittelalterlichen Sprache. Vielmehr findet man (in der englischen Version) verschiedene Akzente, die zum Teil auf die soziale oder geographische Herkunft hinweisen sollen. Zudem hat der Sheriff einen Sprachfehler, der sich durch die Vertauschung von Subjekt, Objekt und Verb zeigt.
Folgende Akzente sind in der englischen Version auffällig:
- klassisch englischer Akzent (Robin Hood – mit Seitenhieb auf Kevin Costner, der Sheriff, Lady Marian; die gesellschaftliche Oberschicht)
- ungenauer Akzent (Little John; gesellschaftliche Schicht der Bauern, Will O’Hara)
- amerikanischer Akzent (Prinz John; New Yorker Akzent, Ahchoo, Rapper des Intros)
- deutscher Akzent (Broomhilde)
- pseudo-italienischer Akzent (Don Giovanni)
- schottischer Akzent (König Richard – Seitenhieb auf Sean Connery).

#### Mittelalterliche Bilder und Klischees
Robin Hood – Männer in Strumpfhosen lebt von der Überzeichnung mittelalterlicher Bilder und Klischees. Robin Hood lächelt sehr oft, macht übertrieben heldenhafte Posen und sehr viele Schwüre. Neben der Person von Robin Hood selbst wirken noch folgende Bilder.
- Trompeten: Der Sheriff hat Gefolgsleute, die Trompeten imitieren, während beim Wettbewerb echte zum Einsatz kommen.
- Minne: Robin singt für Marian ein Lied und imitiert mit keuschen Gesten das typische Minne-Verhalten.
- Kreuzzug: Der Film wird schon dadurch ins Mittelalter gesetzt.
- Unterdrückung und Feudalismus: Die Bevölkerung wird von Prinz John unterdrückt, der aber wiederum dem König untersteht.
- Bogenschießen: Robin Hood ist der beste Bogenschütze der Umgebung und will dies in einem Turnier beweisen.
- Hexe
- Wald: Der Wald ist zum einen das Versteck der Protagonisten, zum anderen führt eine Straße hindurch, die für Reisende immer eine gewisse Gefahr birgt. Der Wald im Mittelalter wird gerne als rechtsfreier Raum dargestellt.
- Fehde: Als der Sheriff Robin zum Duell herausfordert, schlägt er diesen mit seinem Fehdehandschuh.

#### Atmosphäre
Der Film spielt wohl im Sommer (keine verfärbten Bäume, Schnee oder sonstige Hinweise). Es regnet nie, sondern die Sonne scheint tagsüber immer. Selbst die Nacht wirkt auf den Zuschauer nicht dunkel. Zwar kommen Fackeln und Kerzen zum Einsatz, dennoch wirken die Innenräume (zum Beispiel bei der Besprechung mit Don Giovanni) und auch der Wald nie so dunkel wie zum Beispiel in der Costner-Version.
Eine Ausnahme stellt Jerusalem dar. Obwohl es viel südlicher liegt als Sherwood Forest, ist die Farbe bzw. das Tageslicht dort wesentlich gedämpfter und das Wetter wirkt grau. Doch auch der dortige Kerker ist nicht düster gehalten.
Der Einsatz von Musik ist nur dann auffällig, wenn es zu einem Lied kommt.

#### Modernismen/Anachronismen
Obwohl das parodistische Genre von Anachronismen lebt, sind die in Men in Tights auftauchenden nicht zählbar. Fast minütlich kann man einen Modernismus oder Anachronismus entdecken. Das beginnt mit den Sneaker von Ahchoo (Hatschi) und der Sonnenbrille Blinkins (Blinzler) über pseudo-mittelalterliche Dixi-Klos und Mark Twain zur Guillotine und Jockeys. Hinzu kommen Luftraketen, Kung-Fu-Einlagen, ein mit Fernbedienung bedienbares Burgtor, ein Presslufthammer, ein voll ausgestattetes Badezimmer oder ein an Hollywood angelehntes England-Schild und Vieles mehr.
Der Film spielt zudem immer wieder mit der Durchbrechung der vierten Wand. Es gibt einige Sequenzen im Film, in denen Fehler/Unfälle seitens der Filmcrew als komische Elemente eingebaut werden (zu nahes Heranzoomen, Hängenlassen des Mikrofons etc.). Auch Robins Verweis auf seinen englischen Akzent durchbricht die vierte Wand.

### Sonstiges
- Der "schmierige Luigi", der Robin aus dem Hinterhalt erschießen soll, weist eine deutliche Ähnlichkeit mit einem jüngeren Clint Eastwood auf.
- Dass vor dem versuchten Attentat auf Robin deutlich zu sehen ist, dass Luigi sich im "Königlichen Schriftrollenlager" befindet, stellt eine deutliche Anspielung auf das Kennedy-Attentat dar.
- Die zerlegbare Armbrust (mit Zielfernrohr!) in der eben genannten Szene ist eine Anspielung auf diverse Filme über fiktive Attentäter, die zerlegbare Schusswaffen im Gepäck verstecken, allen voran Der Schakal.

## Kritiken
„Die Abenteuer von Robin Hood und seinen Gesellen in einer nur halbwegs geglückten Genre-Parodie. In der Handlungsführung konventionell, enthält die komische Betriebsamkeit des Films zu viele schale Gags, als daß die wirklich originellen und geistvollen Einfälle und Ideen voll zum Tragen kommen können.“

„Cary Elwes (‚Saw‘) amüsiert als Errol-Flynn-Karikatur. Es gibt gute Gags, insgesamt aber nervt die plumpe Heldenverulke.“